# ダンエレクトロ
ダンエレクトロ（Danelectro）は、ギター、ベース、アンプ、エフェクターに特化したアメリカの楽器/アクセサリーメーカーである。

## 概歴
ネイサン・ダニエルにより1947年に設立され、1940年代を通して通販大手のシアーズローバック社、モンゴメリー社のためにアンプを製造。1954年にはダンエレクトロブランドのソリッドボディ・エレクトリックギターおよびアンプの製造を開始。同時に下請けとしてダンエレクトロブランドではなく契約先の店舗ブランド（たとえばシルバートーンやエアライン）のでのギター、アンプ製造も行った。

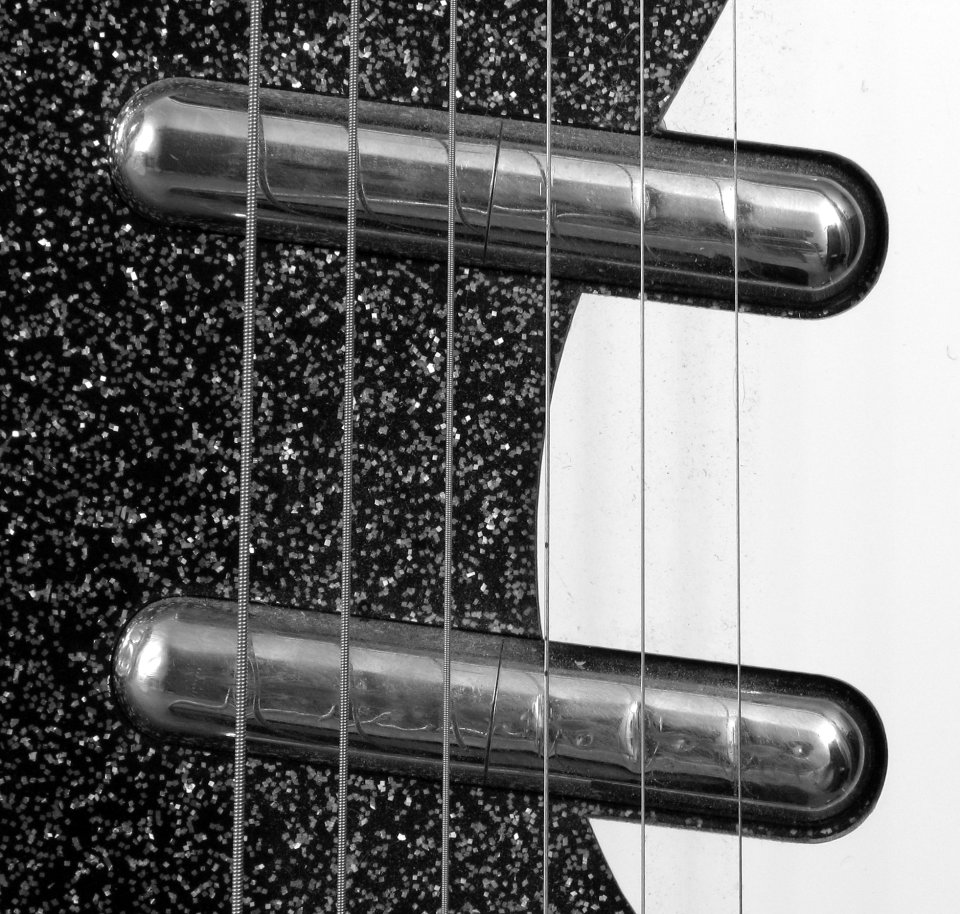
リップスティック・ピックアップ

後のホローボディギター（コスト削減、工期短縮のためメゾナイトや合板で作られた）はシルバートーンが栗色のヴィニールカヴァー、ダンエレクトロは軽いツイードのカヴァーという違いで区別され、双方ともデュアルピックアップモデルにはスタックタイプのトーン/ボリュームノブが使われ、また口紅のケースにメカニズムを詰め込むという発想による「リップスティック・ピックアップ」が使用された。これらのラインは、そこそこ高音質なギターを低価格で提供することを目指した実用的ギターである。
1956年には6弦エレクトリックベースを発表、これはフェンダーのベースVIをはじめ、他社にも追随された。6弦ベースの人気は特に実証されてはいないが、チックタックベースを実現する楽器としてニッチで持続的な需要をナッシュビルで得た。コーラルのホローボディ(ES335風のファイアフライ、ロングホーン、バイオリンベース)のボディは日本製。カワイが製造し輸出していた。
1966年にダンエレクトロはMCAに売却された。翌年ホローボディーとエレクトリックシタールで知られるコーラルシリーズを発表した。
1969年、MCAの大規模百貨店への展開をやめ小規模楽器店での販売へ転換するという試みにより、ダンエレクトロの製造設備は閉鎖された。
1990年代後半、エヴェッツ社がシルヴァーストーンとダンエレクトロの古いギターのコピーと、新たに設計したコンパクトエフェクターおよび小型アンプの販売を開始した。

## ギター
- U1
- U2 - ダンエレクトロ・56プロとして2007年にリイシュー
- U3
- アンプ・イン・ケース - ギターはダノ'63としてリイシュー
- 59-DC
- DC-3
- 56プロ・コンヴァーチブル
- ショートホーン・スタンダード
- ショートホーン・デラックス
- コンヴァーチブル
- ホダッド - リイシューされるが製造停止、名前だけミニアンプに受け継がれた
- Mod
- Mod 7（7弦）
- ギターリン - 31フレットでマンドリンの音域までカバーしている、というギター
- バリトン
- スタン&ダン - ギターとベースのダブルネックギター
- コーラルシタール -　シタールと言う名ではあるが見た目はギターのようである。共鳴弦とシタールで言うジュワリ、三味線で言うさわりのようなパーツが付いており、これらによってシタールのような音を再現している。共鳴弦にもピックアップが取り付けてあるため、共鳴弦をはじくことによって効果音的に使用することも可能である。

## ギター用アンプ
- アンプ・イン・ケース, 1962-1969
- コマンドー
- マスター・スレーブ
- ハニートーン
- ハニートーン・Eスタジオ

## バリトン・ギター
- Innuendo Baritone
- Longhorn Baritone

## ベース
- 6弦ベース
- ショートホーンベース
- ロングホーンベース
- ホダッドベース

## コンパクト・エフェクター
今日、ダンエレクトロはコンパクト・エフェクターを主要製品としており、オリジナル・エフェクト、FABエフェクト、ミニ・エフェクトの3つの製品群がある。すべて9VのバッテリーかACアダプタで駆動する。オリジナルはダンエレクトロ初期の製品に似ている。FABは一番新しく、現代的にデザインされた製品である。ミニはオリジナルやFABを小さくしたコンパクトエフェクターである。近年、ミニを5台収容可能なキャリーケースが開発された。演奏時には蓋を取り外し、底部をペダルボードとして使用可能である。ミニの数々の長所にもかかわらず、よく見かけるのはFABである。ミニのプラスティックは品質の評価が高いが、演奏時には不十分なのである。

### オリジナル・エフェクト
- Daddy O. Overdrive
- Cool Cat Chorus
- FAB Tone Distortion
- Dan-Echo Simulated Tap Echo

### FABエフェクト
- FAB Overdrive
- FAB Distortion
- FAB Metal
- FAB Chorus
- FAB Flanger
- FAB Echo

### ミニ・エフェクト
- Pastrami Overdrive
- T-Bone Distortion
- BLT Slap Echo
- Corned Beef Reverb
- Tuna Melt Tremolo
- Hash Browns Flanger
- Pepperoni Phaser
- Milkshake Chorus
- Surf and Turf Compressor
- Grilled Cheese Distortion
- Pedal Tuner
- Chili Dog Octave
- Fish and Chips 7 Band EQ
- Chicken Salad Vibrato
- French Toast Octave Distortion
- Bacon'N'Eggs Mini Amp/Distortion
- PB&J Delay
- Rocky Road Spinning Speaker
- Black Coffee Metal Distortion
- French Fries Auto-Wah
- Black Licorice Beyond Metal

### wasabi エフェクト
- AX-1 Distortion：ディストーション+ブースター
- AO-1 Overdrive：オーバードライブ+ブースター
- AS-1 Rock-a-Bye Echo/Distortion：オーバードライブ＋エコー
- AC-1 Chorus-Trem：コーラス+トレモロ
- AD-1 Forward-Reverse Delay：ディレイ+リバースディレイ

## ダンエレクトロの機材を使用する著名なアーティスト
- シド・バレット（ピンク・フロイド)
- ジャック・ブルース
- エリック・クラプトン
- ジャック・ホワイト (Jack White)  - 1960年代のモンゴメリー・エアライン
- マイク・キャンベル (Mike Campbell) （トム・ペティ&ザ・ハートブレイカーズ）- オープンDにチューニングされたダンエレクトロを1991年のアメリカツアーで使用。
- ライ・クーダー
- エルヴィス・コステロ - ダンエレクトロの宣伝に登場。
- デイヴ・カズンズ (Dave Cousins) - 「Tomorrow」のヴィデオで使用。
- ジョン・エントウィッスル（ザ・フー）
- ロリー・ギャラガー
- ジェリー・ガルシア（グレイトフル・デッド）
- デヴィッド・リンドレー
- デイヴ・ナヴァロ（ジェーンズ・アディクション）
- ジミー・ペイジ（レッド・ツェッペリン）DADGADチューニングによる「カシミール」での使用が有名。
- トム・ペティ - トラヴェリング・ウィルベリーズの「Handle With Care」「End Of The Line」のヴィデオクリップでロングホーンベースを使用。
- ピート・タウンゼント（ザ・フー）
- ピーター・バック (Peter Buck) （R.E.M.） - 『Reveal』ツアーでU2を使用。
- リンク・レイ (Link Wray) -  アルバム『Slinky!』でダンエレクトロ・ロングホーンを使用。
- ファット・マイク（NOFX） - DCベースを使用。
- 浮雲 (ギタリスト) （東京事変・ペトロールズ）- 東京事変ツアー「Discovery」「Bon Voyage」などで使用。
- トム・ヴァーレイン
- アート・リンゼイ
- 小山田圭吾 (Cornelius) -アルバム「Fantasma」のツアーやUNIQLOのTシャツ「UT」とコラボした際のCM、自身が所属していたバンド「METAFIVE」のジャケットアートなどで59-DCのハンド・ビブラート・モデルである4011を使用。